# 太田村 (和歌山県)
太田村（おおたむら）は、和歌山県東牟婁郡にあった村。現在の那智勝浦町の熊野灘沿岸を除く南半、太田川の流域にあたる。

## 地理
- 海洋：熊野灘
- 山岳：城山
- 河川：太田川、中ノ川、熊瀬川、小匠川、高野川、楠川

## 歴史
- 1943年（昭和18年）2月11日 - 上太田村・下太田村が合併して発足。
- 1960年（昭和35年）1月11日 - 那智勝浦町に編入。同日太田村廃止。

## 交通

### 鉄道路線
村域を日本国有鉄道の紀勢西線（現・紀勢本線）が通過したが、駅は所在しなかった。

### 道路
- 国道42号